# Prochoerodes transversata
Prochoerodes transversata là một loài bướm đêm trong họ Geometridae.